# Lijst van schilderijen in het Centraal Museum/Q
Lijst van schilderijen in het Centraal Museum met werken van schilders van wie de achternaam begint met de letter Q. Vermeldingen in het grijs geven aan dat het werk geen deel meer uitmaakt van de collectie van het Centraal Museum, bijvoorbeeld omdat het in bruikleen gegeven is aan een andere instelling of omdat het teruggegeven is aan de bruikleengever.
| Inventarisnummer | Toeschrijving                                                                         | Titel | Datering  | Afbeelding |
| ---------------- | ------------------------------------------------------------------------------------- | --- | --------- | ---------- |
| 8884             | Toegeschreven aan Daniel van den Queborn                                              | Portret van Andries van der Muelen                                                                           | 1583      |            |
| 8885             | Toegeschreven aan Daniel van den Queborn                                              | Portret van Nicolas de Malapert                                                                              | 1583      |            |
| 8886             | Toegeschreven aan Daniel van den Queborn                                              | Portret van Jehan Mamuchet                                                                                   | 1590-1600 |            |
| 11290            | Jan Maurits Quinkhard                                                                 | Portret van Johannes van Buuren (1648-1756?)                                                                 | 1728      |            |
| 2321             | Jan Maurits Quinkhard                                                                 | Portret van David Mill                                                                                       | 1742      |            |
| 2322             | Jan Maurits Quinkhard                                                                 | Portret van Catharina de Ruiter                                                                              | 1744      |            |
| 9610 f           | Jan Maurits Quinkhard                                                                 | Portret van Evert Jacob Wachendorff                                                                          | 1744      |            |
| 18037            | Jan Maurits Quinkhard                                                                 | Portret van Paul Engelbert Martens Zie Portretten van Paul Engelbert Martens en Susanna Gerharda van Halm    | 1747      |            |
| 18038            | Jan Maurits Quinkhard                                                                 | Portret van Susanna Gerharda van Halm Zie Portretten van Paul Engelbert Martens en Susanna Gerharda van Halm | 1747      |            |
| 8397 a           | Jan Maurits Quinkhard                                                                 | Portret van Jacob Carel Martens Zie Portretten van Jacob Carel Martens en Jacoba Constantia Godin            | Ca. 1747  |            |
| 8397 b           | Jan Maurits Quinkhard                                                                 | Portret van Jacoba Constantia Godin Zie Portretten van Jacob Carel Martens en Jacoba Constantia Godin        | Ca. 1747  |            |
| 7600             | Jan Maurits Quinkhard                                                                 | Portret van Jan Pieter van Mansvelt                                                                          | 1750      |            |
| 2484             | Toegeschreven aan Jan Maurits Quinkhard                                               | Portret van Anna Maria van Schurman                                                                          | Ca. 1740  |            |
| 2320             | Toegeschreven aan Jan Maurits Quinkhard                                               | Portret van Petrus Wesseling                                                                                 | Ca. 1750  |            |
| 8393 a           | Toegeschreven aan Jan Maurits Quinkhard Vrij naar Abraham Vinck                       | Portret van Hans Martens Zie Portretten van Hans Martens en Mayken Baccher                                   | Ca. 1750  |            |
| 8393 b           | Toegeschreven aan Jan Maurits Quinkhard Vrij naar Abraham Vinck                       | Portret van Mayken Baccher Zie Portretten van Hans Martens en Mayken Baccher                                 | Ca. 1750  |            |
| 8394 a           | Toegeschreven aan Jan Maurits Quinkhard Naar een anonieme, Noord-Nederlandse schilder | Portret van Carel Martens Zie Portretten van Carel Martens en Jacoba Lampsins                                | Ca. 1750  |            |
| 8394 b           | Toegeschreven aan Jan Maurits Quinkhard Naar een anonieme, Noord-Nederlandse schilder | Portret van Jacoba Lampsins Zie Portretten van Carel Martens en Jacoba Lampsins                              | Ca. 1750  |            |